# روبرت تي ستيفنز
روبرت تي ستيفنز (بالإنجليزية: Robert T. Stevens)‏ هو شخصية أعمال أمريكي، ولد في 31 يوليو 1899 في فانوود في الولايات المتحدة، وتوفي في 31 يناير 1983 في إديسون ‏ في الولايات المتحدة.

## روابط خارجية
- روبرت تي ستيفنز على موقع مونزينجر (الألمانية)